# São Bernardo Futebol Clube
El São Bernardo Futebol Clube es un club de fútbol brasileño de la ciudad de São Bernardo do Campo. Fue fundado en 2004, juega en el Campeonato Paulista y juega en el campeonato Brasileño de Serie C.

## Palmarés

### Torneos estaduales
- Campeonato Paulista del Interior (Taça Independência) (1): 2023.
- Campeonato Paulista Serie A2 (2): 2012, 2021.
- Copa Paulista (2): 2013, 2021.

## Entrenadores
- Lelo (?–marzo de 2009)[3]
- Wagner dos Anjos (marzo de 2009–abril de 2009)[3][4]
- Ruy Scarpino (?–febrero de 2011)[5]
- Edson Boaro (interino- febrero de 2011–?)[5]
- Luís Carlos Martins (?–febrero de 2012)[6]
- Edson Boaro (interino- febrero de 2012-?)[6]
- Luciano Dias (diciembre de 2012-febrero de 2013)[7][8]
- Edson Boaro (interino- febrero de 2013)[8]
- Wagner Lopes (febrero de 2013–julio de 2013)[9][10]
- Edson Boaro (interino- 2013)[10]
- Edson Boaro (?–marzo de 2015)[11]
- Roberto Fonseca (marzo de 2015–2015)[12]
- Luís Fernando Abichabki (2015-julio de 2015)[13]
- Wilson Júnior (julio de 2015–octubre de 2015)[13][14]
- Roberto Fonseca (octubre de 2015–febrero de 2016)[15][16]
- Sérgio Soares (febrero de 2016–abril de 2016)[16][17][18]
- Wilson Júnior (mayo de 2017–octubre de 2018)[19][20]
- Alberto Félix (noviembre de 2018–diciembre de 2018)[21][22]
- Wilson Júnior (enero de 2019–febrero de 2019)[23][24]
- Márcio Zanardi (octubre de 2021–abril de 2024)[25][26][27]
- Ricardo Catalá (abril de 2024–presente)[2]